# Lubinia Wielka (przystanek kolejowy)
Lubinia Wielka – zlikwidowany wąskotorowy przystanek kolejowy w Dobieszczyźnie (dawniej wieś Lubinia Wielka) na linii kolejowej Sucha Wąskotorowa – Komorze, w powiecie jarocińskim, w województwie wielkopolskim, w Polsce. Przystanek należał do Jarocińskiej Kolei Powiatowej.